# Кустівці (Прилуки)
Ку́стівці – історичний куток Прилук у східній частині міста, між Броварками і Плискунівкою.

## Етимологія
За народною етимологією, назва походить від козака Кустівського. Дійсно, 1649 року у складі Прилуцької сотні служив козак з таким прізвищем: Супрун Кустівський.

## Історичний огляд
Кустівці виникли в XVII ст., коли відбувалася народна колонізація  Прилуччини. У 1657-1658 роках тут збудували дерев'яну Трьохсвятительску церкву. 1731 року в Полковій сотні існував Кустівський курінь козаків. На плані міста середини XVIII ст. позначена Кустівська вежа.  
На початку XIX ст. на Кустівцях існували кутки: Товстоп'ятова (згодом Волошини), Шарапи, Березникова, Онищенкова та ін.
Кустівці забудовувані за генеральним планом 1802 року. Однак тут переважали хати-мазанки, городи, сіножаті та жнивні поля. За даними перепису 1897 року на  Кустівцях мешкало 2528 осіб, що складало 13,6 % міського населення. На плані Прилук за 1900 року куток займав 32 квартали — сучасну територію від р. Удай до вул. Ярмаркової, Київської і Плискунівки.
Кустівці діляться на дві частини:
- Нижні Кустівці — стара частина передмістя.
- Верхні Кустівці займають територію від вул. Київської та Ярмаркової на південь до Ладанського шляху (вул. Гвардійська).

## Трьохсвятительська церква

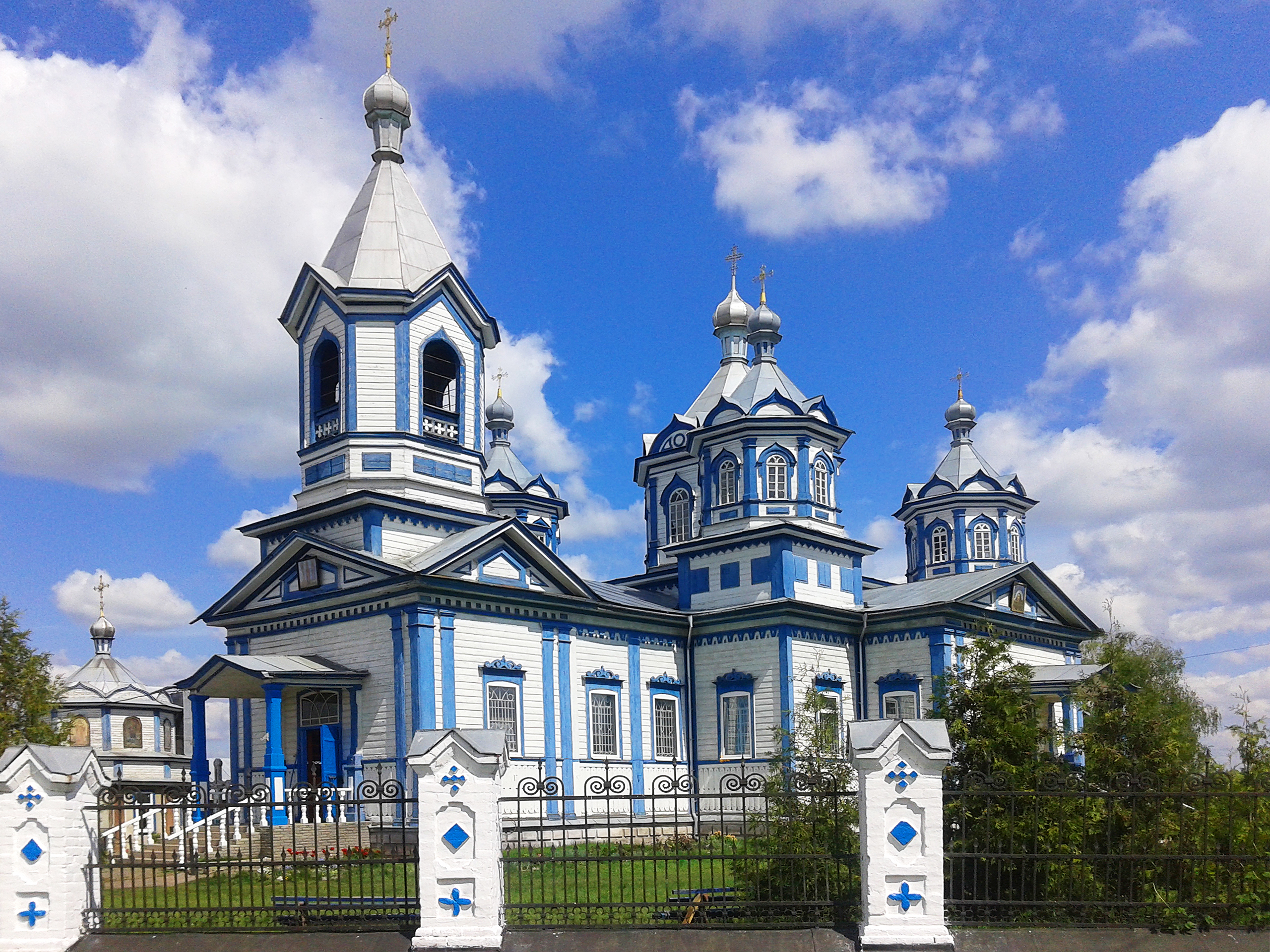
Трьохсвятительська церква на Кустівцях

Трьохсвятительська церква на Кустівцях — дерев'яна, п'ятибанна, із дзвіницею, в ім'я трьох святих: Василія Великого, Григорія Богослова та Іоанна Златоуста, з одним престолом. Розташована на перехресті вул. Гоголя та Петропавлівською.
Перший храм спорудили у 1657-1659 роках на кошти прилуцького міщанина Андрія Кендюха. 1752 року на місці розібраної старої споруди на кошти прилуцького полковника Григорія Ґалаґана і сотника полкової сотні Андрія Гуленка поставили нову дерев'яну церкву.
1765 року заснували церковнопарафіяльну школу. На початку XX ст. існувала  однокласна жіноча церковнопарафіяльна школа.
За відомостями 1862 року у парафії налічувалося 3043 вірянина. За кількістю парафіян Трьохсвятительська церква займала перше місце в Прилуках та друге серед усіх міських церков Полтавської губернії. На поч. 20 ст. вона, як і раніше, мала більше парафіян, ніж будь-яка інша ц-ва в місті.
З 1882 року до Трьохсвятительської церкви була приписана Іллінська церква, яка містилася в «тюремному замку».
1879 року побудували нову церковну споруду.

## Заїжджий двір Густинського монастиря

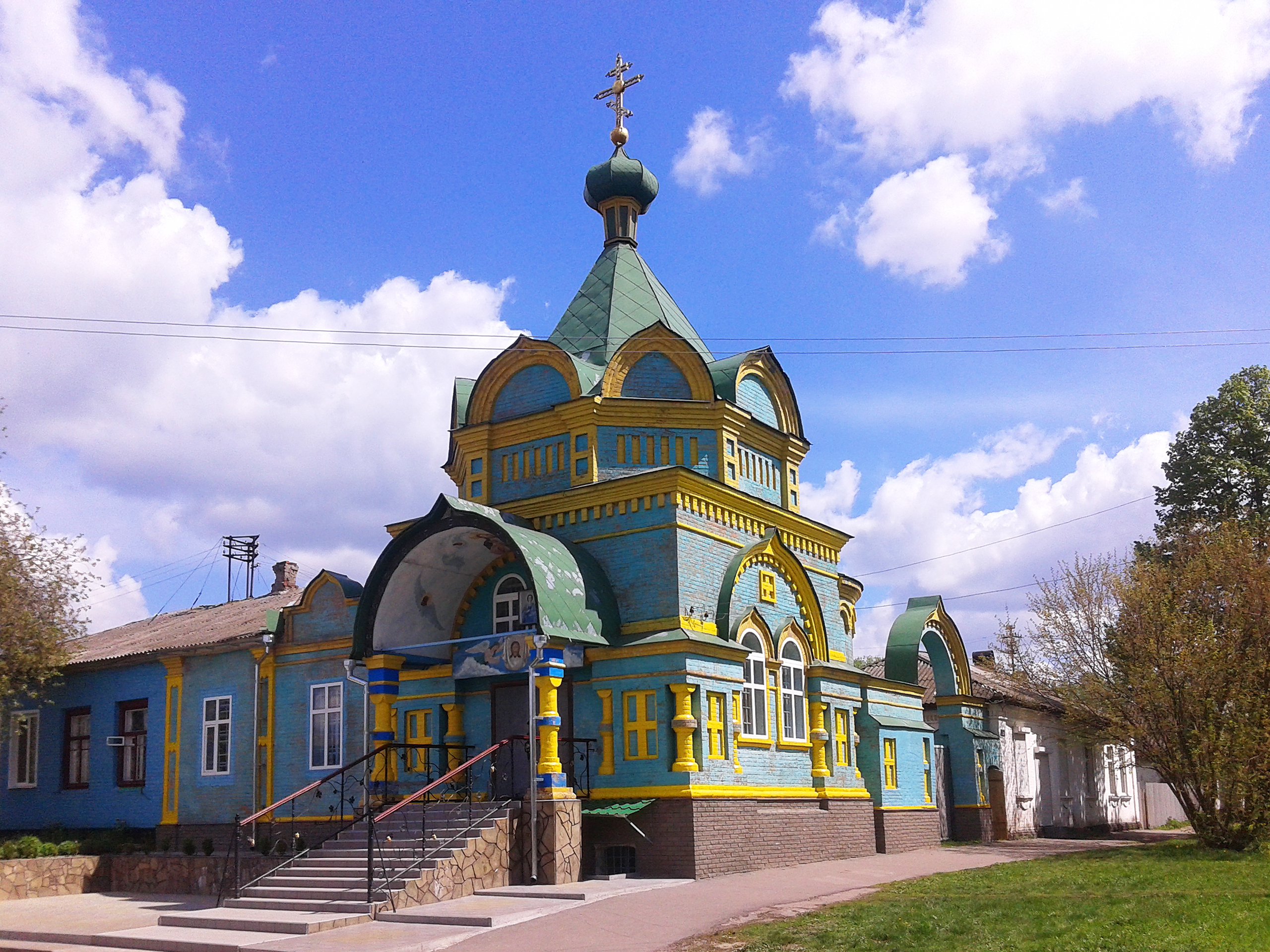
Пантелеймонівська церква у заїжджому дворі Густинського монастиря

1905 року в заїжджому дворі Густинського монастиря Пантелеймонівська церква. Храм мурований, однобанний, безстовпний, одноапсидний. Вінчає невелику споруду — намет на восьмерику. Фасади оздоблено з використанням звичайної та лекальної цегли. Церква мала 4 дзвони (найбільший 30 пудів). Іконостас двох'ярусний, прикрашений різьбленням і позолотою.
У 1929—1930 року радянська влада церкву закрила. У приміщенні обладнали аптеку. У часи Другої світової війни громада відновила свою діяльність. 1962 року церкву знову закрили. 1988 року в храмі відкрили кооперативне кафе «Старий замок».
1990 року православна громада відновила свою діяльність.
Розташована на розі вул. Київської та Михайлівської.

## Пам'ятки та установи
- Трьохсвятительська церква,

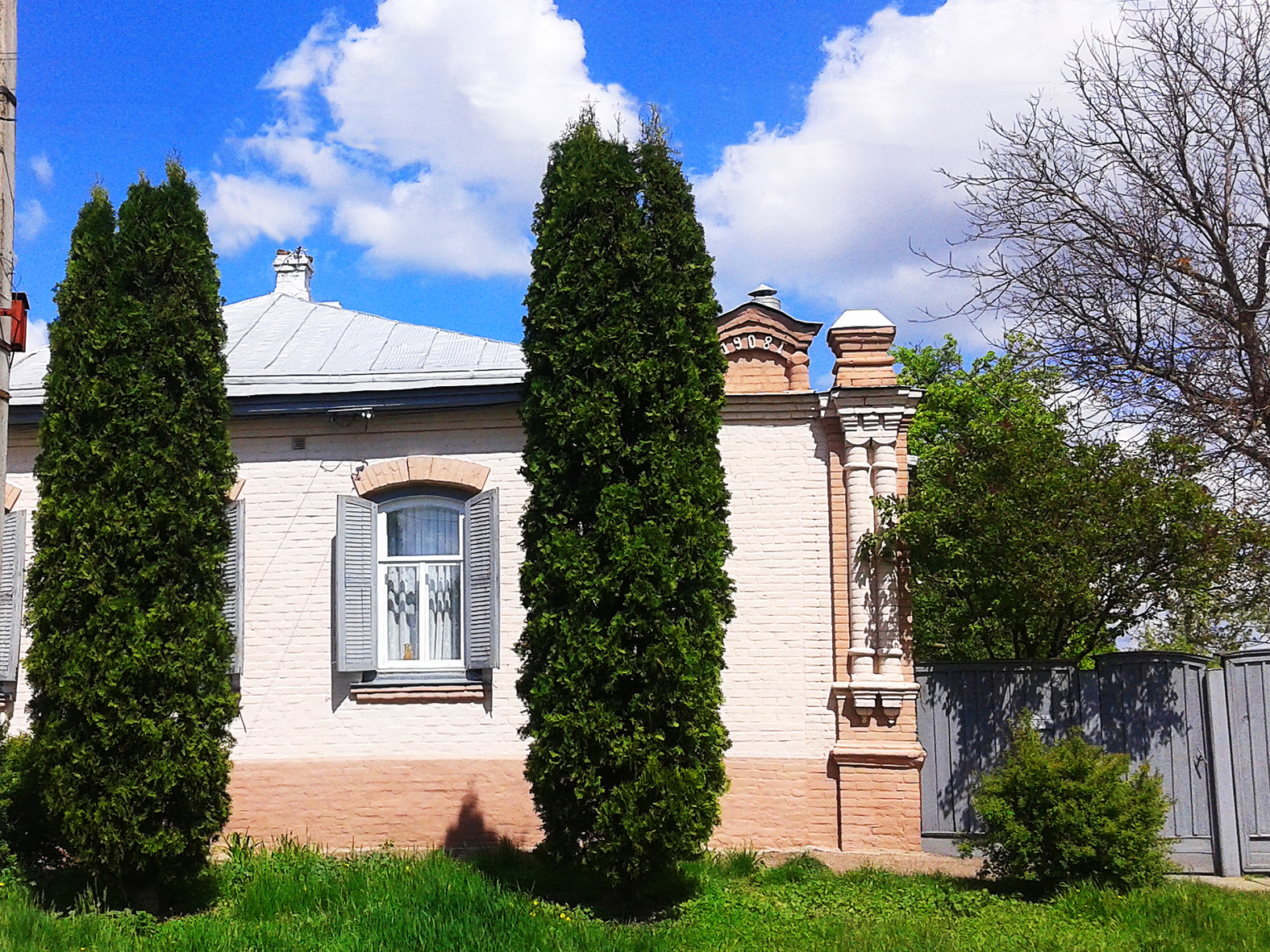
Будинок 1908 року на вул. Соборній

- заїжджий двір Густинського монастиря,
- садиба поетеси Л. В. Забашта (вул. Перемоги, 91),
- садиба ученого-психолога А. М. Щербини,
- фабрика господарчих виробів,
- школи № 6 і 10,
- педагогічне училище.
- пам'ятник жертвам фашизму, споруджений 1978 року на братських могилах близько 6 тис. мирних громадян, розстріляних німецькими окупантами, на території колишнього іподрому (скульптор В. П. Луцак, арх. В. Г. Штолько).

## Цікаві данні
- Про Трехсвятительськую церкву [3][4]
- Нижні Кустівці (мапа)[5]
- Верхние Кустовцы (карта)[6]
- Кустівці з літака[7]
- Фото: Кустовская церковь[8]

## Джерело
- Шкоропад Д. О., Савон O.A. Прилуччина: Енциклопедичний довідник / За ред. Г. Ф. Гайдая. — Ніжин: TOB "Видавництво «Аспект-Поліграф», 2007. — 560 с. ISBN 978-966-340-221-5

1. ↑  Зведений каталог метричних книг, клірових відомостей та сповідних розписів (укр.). Центральний державний історичний архів України, м. Київ (ЦДІАК України). Архів оригіналу за 5 січня 2022. Процитовано 5 січня 2022.
2. ↑  Зведений каталог метричних книг що зберігаються в державних архівах України  т.10, кн..1, ст. 112, 542, 619 (PDF) (укр.). Український науково-дослідницкий інститут архівної справи та документознавства. Архів оригіналу (PDF) за 21 січня 2022. Процитовано 5 січня 2022.
3. ↑  Товариство "Краєзнавець" ім. Василя Івановича Маслова м. Прилуки (29 лютого 2020). Три відродження Трьохсвятительської церкви Прилук. Facebook (укр.). Архів оригіналу за 5 січня 2022. Процитовано 5 січня 2022.
4. ↑  Історико-архітектурна пам’ятка Свято-Трьохсвятительська церква • Місто Прилуки. prk.city. Архів оригіналу за 5 січня 2022. Процитовано 5 січня 2022.
5. ↑  Нижні Кустівці - Прилуки. wikimapia.org (укр.). Архів оригіналу за 5 січня 2022. Процитовано 5 січня 2022.
6. ↑  Верхние Кустовцы - Прилуки | исторический район. wikimapia.org (рос.). Архів оригіналу за 5 січня 2022. Процитовано 5 січня 2022.
7. ↑  Прилуки (БАМ,Кустовцы) (укр.), архів оригіналу за 5 січня 2022, процитовано 5 січня 2022
8. ↑  Фото: Кустовская церковь • Інформаційно-розважальний портал м. Прилуки • Фотогалерея, форум, новини, чат, безкоштовні оголошення, панорами Прилук, каталог підприємств міста. priluki.info. Архів оригіналу за 5 січня 2022. Процитовано 5 січня 2022.